# Керен Джозефсон
Керен Джозефсон (англ. Karen Josephson, 10 січня 1964) — американська синхронна плавчиня.
Олімпійська чемпіонка 1992 року, призерка 1988 року.
Чемпіонка світу з водних видів спорту 1991 року, призерка 1986 року.
Переможниця Панамериканських ігор 1987 року.